# Sébastien Foucan
Sébastien Foucan (* 24. Mai 1974 in Paris) ist ein französischer Extremsportler.

## Werdegang
Er ist mit anderen früheren Yamakasi einer der Begründer von l’art du deplacement. Später entwickelte er aus dieser Sportart Freerunning. Diese enthält mehr ästhetische und akrobatische Elemente als der äußerlich ähnliche Parkour von David Belle. Jedoch unterscheiden sich die beiden Arten der Fortbewegung durch die Idee, die dahinter steckt. Beim Parkour geht es eher um Effizienz und Schnelligkeit, wobei es im Freerunning mehr um die Bewegungen selbst geht.
Foucan gilt als einer der bekanntesten Akteure dieser Extremsportart weltweit. Er tritt als Botschafter für Freerunning auf und ist bestrebt, zu einer positiven öffentlichen Wahrnehmung der teilweise umstrittenen Sportart beizutragen.
Foucan betont regelmäßig, dass ein sehr gutes Training für diesen Sport unerlässlich sei, nicht nur aufgrund der Sicherheitserfordernisse, sondern auch, um so in der Öffentlichkeit ein positives Image des Sports zu etablieren.
Foucan wurde in Großbritannien bekannt, nachdem er im September 2003 in Mike Christies Jump London-Dokumentation auftrat, die landesweit auf Channel Four ausgestrahlt wurde.
Im 21. „James-Bond“-Film Casino Royale hatte Foucan die Rolle des Mollaka, in deren Rahmen er Freerunning bei einer mehrminütigen Verfolgungsjagd mit James Bond demonstrierte. Die Dreharbeiten auf den Bahamas dauerten mehrere Monate.
2006 hatte Foucan zudem einen Gastauftritt bei der „Confessions-Tour“ von Madonna während „Jump“ und „Hung up“, der auf der 2007 erschienenen DVD „The Confessions Tour“ zu sehen ist.
2012 nahm er an der siebten Staffel der britischen Eiskunstlaufshow Dancing on Ice teil.

## Filmografie (Auswahl)
- 2003: Jump London
- 2005: Jump Britain
- 2006: James Bond 007: Casino Royale (Casino Royale)
- 2006: The Confessions Tour (Madonna)
- 2009: The Tournament

## Veröffentlichungen
- Freerunning – Finde deinen Weg, Delius Klasing Verlag, Bielefeld, 2010. ISBN 978-3-7688-3182-6